# Lysilla macintoshi
Lysilla macintoshi är en ringmaskart som beskrevs av Gravier 1907. Lysilla macintoshi ingår i släktet Lysilla och familjen Terebellidae.
Artens utbredningsområde är havet kring Nya Zeeland. Inga underarter finns listade i Catalogue of Life.